# 문수역
문수역(Munsu station, 文殊驛)은 경상북도 영주시 문수면 적동리에 위치한 중앙선의 철도역이다. 1941년 7월 1일에 보통역으로 영업을 시작했다가, 2007년 6월 1일부터 여객열차가 정차하지 않게 되었으며 이설 전 까지는 열차가 서로 교행할 때에만 운전정차를 하였다.
2013년에 영주댐 건설로 인해 수몰되는 지역에서 이 역부터 마사역까지의 구간이 이설되었다. 2020년 12월 16일에 영주 - 무릉 구간이 선개통하면서 폐역 되었다. 컨테이너 등 화물 및 물류 기능은 조암동으로 이전할 예정이다.

## 연혁
- 1941년 7월 1일 : 보통역으로 영업 개시[2]
- 1977년 5월 16일 : 수소 화물 취급 중지[3]
- 1986년 10월 25일 : 제1종 기계 연동 장치 사용 개시
- 1993년 4월 15일 : 차내 취급역으로 지정
- 1995년 1월 10일 : 제1종 기계 연동 장치 피제어역 지정(평은 제어)
- 1997년 6월 1일 : 배치간이역으로 격하[4]
- 1998년 3월 9일 : 구내 선로 연장 및 안전측선 설치
- 2000년 11월 11일 : 영주 - 문수역 구간 자동 폐색 장치 신설
- 2000년 12월 26일 : 중앙선 CTC 사용 개시
- 2003년 9월 15일 : 보통역으로 승격 및 화물 취급 개시[5]
- 2007년 6월 1일 : 여객 취급 중지
- 2007년 7월 1일 : 역광장 포장
- 2020년 11월 12일 : 폐역 고시[6]
- 2020년 12월 17일 : 폐역[7]

## 사진

역사(선로 방향)
경주 방향 선로
청량리 방향 선로

## 주변 관광지
- 무섬마을
- 영풍 월호리 마애석불좌상